# Fathi Yakan
Pour les articles homonymes, voir Yakan.
Fathi Yakan (en arabe : فتحي يكن ; né à Tripoli en 1933 et décédé le 13 juin 2009) était un intellectuel musulman et homme politique libanais, d'origine turque.

## Biographie
Diplômé en génie électrique à Beyrouth, et docteur honoris causa en études islamiques et langue arabe, il fut l'un des fondateurs de l'action islamiste au Liban dans les années 1950 et secrétaire général de la Jamaa Islamiya entre 1962 et 1992 qui est la branche libanaise des Frères musulmans. Principal penseur de la Jamaa Islamiya, Fathi Yakan est un disciple de Sayyid Qutb. Il défend la réalisation d'un ordre islamique basé sur la charia par l'intermédiaire du djihad du cœur (combat spirituel), du djihad par la parole (l'éducation et de la propagande), et du jihad par la main (économique, politique et militaire). En 1992, il démissionne de son poste à la suite de son élection au Parlement, comme député sunnite de Tripoli.
Il a fondé une université islamique privée « al Jinane » avec son épouse à Tripoli .
Le rôle du défunt a dépassé la scène libanaise pour atteindre la Syrie et la Turquie. Il fut médiateur entre les frères musulmans en Syrie et le président syrien Bachar el Assad, et entre la Turquie et la Syrie lors de la crise des années 98-99.
Son rapprochement avec le régime syrien l'éloigne de sa base de départ, celle de la Jamaa Islamiya.
En 2006, il fonde le Front islamique du travail au Liban et intègre le Rassemblement national des forces prosyriennes, réuni autour de l'ancien Premier ministre Omar Karamé.
Le 8 décembre 2006, il mène la prière devant des milliers de manifestants, au centre-ville de Beyrouth, dans le cadre du sit-in organisé par le Hezbollah pour renverser le gouvernement de Fouad Siniora. Ce fut l'une des rares fois où un officiel sunnite officiait devant un parterre majoritairement composé de chiites.
Il a notamment écrit : 
- Comment prêcher l'Islam ?
- Vers un mouvement islamique mondial et unique 
- Que signifie être musulman ?
- Les problèmes qu’ont à affronter la da'wah et le da'iyah?